# Тоді
Тоді (Todus) — рід сиворакшоподібних птахів, єдиний у родині тодієвих (Todidae). Містить 5 видів.

## Поширення
Ендеміки Великих Антильських островів. Поширені на Кубі, Ямайці, Гаїті та Пуерто-Рико.

## Опис
Невеликі пташки завдовжки 10-11 см і вагою 4,3-10,2 г. Мають яскраво-зелене оперення у верхній частині тіла і білувату грудку з рожевими боками, яскраво-червоною горловою плямою і жовтим підхвістям. Для них характерний довгий сплощений дзьоб з тонкими зазублинами по краю верхньої частини, які допомагають розчавлювати твердих комах — основний корм тоді. Для захисту території можуть видавати крилами звук, схожий на тріскачку, коли повітря швидко проходить через першорядне махове пір'я. Гніздяться, в основному, в норах, які копають дзьобом і лапами обидва партнери; для цього тоді мають частково зрощені фронтальні пальці.

## Спосіб життя
Тоді трапляються на будь-яких висотах від майже 50 метрів нижче рівня моря до 3000 метрів над рівнем моря. Воліють за краще місця з переплетеними гілками і ліанами, що пов'язано з рідкісними перельотами тоді на відстані більше 1-2 метрів. Улюбленим місцем проживання є тінисті кавові плантації, на яких кавові кущі ростуть в тіні високих листяних дерев.

## Види
- Тоді вузькодзьобий (Todus angustirostris)
- Тоді пуерто-риканський (Todus mexicanus)
- Тоді кубинський (Todus multicolor)
- Тоді широкодзьобий (Todus subulatus)
- Тоді зелений (Todus todus)